# Bassem Chab
Bassem Chab (né en 1957), est un homme politique libanais.
Cardiologue, membre du Courant du Futur, il est choisi par Saad Hariri comme candidat protestant à la députation à Beyrouth.
Il remplace à ce poste, depuis mai 2005, l'ancien ministre et député Bassel Fleihan. 